# باشگاه فوتبال وانتج تاون
باشگاه فوتبال وانتج تاون (به انگلیسی: Wantage Town Football Club) یک باشگاه فوتبال در شهر وانتج، کشور انگلستان است که در سال ۱۸۹۲ میلادی تأسیس شده‌است.